# Micardia simplicissima
Micardia simplicissima là một loài bướm đêm trong họ Noctuidae.